# كارلو ليتيكا
كارلو ليتيكا (بالكرواتية: Karlo Letica)‏ هو لاعب كرة قدم كرواتي في مركز حراسة المرمى، ولد في 11 فبراير 1997 في سبليت في كرواتيا. شارك مع منتخب كرواتيا تحت 19 سنة لكرة القدم. أما مع النوادي، فقد لعب مع سي إف آر كلوج وكلوب بروج ونادي سامبدوريا ونادي سبال وهايدوك سبليت.

## وصلات خارجية
- كارلو ليتيكا على موقع الاتحاد الأوربي (الإنجليزية)
- كارلو ليتيكا على موقع اتحاد كرواتيا (الكرواتية)
- كارلو ليتيكا على موقع قاعدة بيانات كرة القدم.إي يو (الإنجليزية)
- كارلو ليتيكا على موقع Soccerbase.com (لاعب) (الإنجليزية)
- كارلو ليتيكا على موقع Soccerway.com (الإنجليزية)
- كارلو ليتيكا على موقع عالم كرة القدم.نت (الإنجليزية)
- كارلو ليتيكا على موقع AS.com (الإسبانية)